# William Camden
William Camden (Londres, 2 de Maio de 1551 – Chislehurst, 9 de Novembro de 1623) foi um antiquário, historiador, corógrafo e oficial de armas. Camden escreveu um levantamento topográfico das Ilhas Britânicas e o primeiro relato do reinado de Elizabeth I, e um livro sobre as Tumbas de Westminster, o primeiro livro sobre escultura inglesa. Por meio de sua extensa correspondência, ele construiu uma rede de estudiosos em toda a Europa. Ele se correspondeu com Fulke Greville, Philip Sidney, Edmund Spenser, John Stow, John Dee, Jacques-Auguste de Thou, Fabri de Peiresc e Ben Jonson. Canden estabeleceu o primeiro departamento de história na Universidade de Oxford, que ainda existe hoje como a Cátedra Camden em História Antiga.

## Vida e obra
Depois de estudar no Christ's Hospital e na St Paul's School, uma das mais prestigiadas escolas particulares da Inglaterra, Camden estudou no Pembroke College, na Universidade de Oxford. Lá ele conheceu o poeta Philip Sidney, que despertou seu interesse pela história antiga. Em 1571 ele voltou para Londres sem um diploma. Em 1575 conseguiu um emprego na Westminster School, o que lhe deu muito tempo livre para viajar e para suas atividades de colecionador de antiquários. Em 1577 aprendeu com o cartógrafo Abraham Orteliussabe, que o encorajou a organizar sua coleção e usá-la para uma representação das Ilhas Britânicas.

### Britânia
No mesmo ano, Camden iniciou seu extenso projeto de representação topográfica e histórica da Grã-Bretanha. A primeira edição em latim foi publicada em 1586. Foi dedicado a Lord Burghley (William Cecil, 1º Barão Burghley), ministro e conselheiro da Rainha Elizabeth I e o mais importante patrono da ciência e das artes na época. A obra foi extraordinariamente bem-sucedida e, em 1607, surgiram sete edições, cada uma consideravelmente ampliada. A primeira tradução para o inglês por Philemon Holland (1552-1637) apareceu em 1610.
No livro ele descreve sucessivamente todos os condados da Grã-Bretanha em termos de geografia, história e monumentos históricos, particularmente antiguidades romanas. Foi sua preocupação mostrar até que ponto vestígios e obras da antiguidade moldaram o presente da época. Desta forma, ele conseguiu criar a primeira descrição coerente da época romana na Grã-Bretanha.
Ele nunca considerou seu livro como um trabalho acabado, mas continuou sua pesquisa, estudo de fontes e coleta ao longo de sua vida. Para entender as antigas fontes escritas, ele estudou o celta e o inglês antigo. Camden não confiou em autoridades e doutrinas estabelecidas, mas sempre dirigiu sua própria atenção para os objetos de sua pesquisa.

### Os Anais
De 1593 a 1597 foi diretor da Westminster School, onde ensinou, entre outros, Ben Jonson, que lhe dedicou seu livro Every Man in His Humor. Em 1597, ele se tornou presidente de um dos três escritórios reais de heráldica e genealogia (Clarenceux King of Arms para a área ao sul do rio Trent). Naquela época, o escritório não era apenas responsável pela heráldica e genealogia da nobreza, mas também um centro de erudição antiquária. Camden estava aqui em grande parte livre para seu trabalho científico.
Em 1597, Lord Burghley o encarregou de escrever uma história do reinado de Elizabeth I. Camden teve acesso a todos os arquivos e registros e correspondências particulares. Em 1607 ele começou a trabalhar. A primeira parte, cobrindo o período até 1597, apareceu em 1615, a segunda foi concluída em 1617, mas não foi publicada até depois da morte de Camden em Leiden em 1625 e em Londres em 1627.
Os anais não oferecem uma sinopse histórica, mas são dispostos cronologicamente na forma tradicional, com um capítulo para cada ano de reinado. Contemporâneos acusaram a obra de parcialidade em favor de Elizabeth e James I. No entanto, devido ao seu acesso privilegiado apenas ao material de origem histórica, continua a ser uma excelente base para o trabalho dos historiadores até os dias atuais.

## Publicações
- Britannia. Londres 1586, edição final Londres 1607
  - Vol 1, 2. ed. 1722 (online)
  - Vol 2, 2. ed. 1722 (online)
- Reges, Reginae, Nobiles et alii in ecclesia collegati. Londres 1600.
- Annales Rerum Gestarum Angliae et Hiberniae Regnate Elizabetha. 1615